# Delectable
Delectable es el segundo álbum de la banda de AOR inglesa Romeo's Daughter.

## Lista de canciones
1. "Have Mercy" – 3:46
2. "Attracted to the Animal" – 3:30
3. "Nobody Like You" – 5:27
4. "Nothing But Love" – 3:53
5. "God Only Knows" – 5:36
6. "Ready or Not" – 4:30
7. "Treat Me Like a Lady" – 3:49
8. "Sugar Daddy" – 2:26
9. "Dream in Colour" – 3:53
10. "Dancing Slow" – 5:28
11. "Talk Dirty to Me - 3:13 (Relanzamiento 2009)

## Miembros
- Leigh Matty - voz principal
- Craig Joiner - guitarras y coros
- Anthony Mitman - teclados y coros
- Ed Poole - bajo y coros
- Andy Wells - batería

## Sencillo y Video
"Atracted to The Animal" fue su único sencillo. El sencillo contenía "Sugar Daddy" y "Talk Dirty to Me", originalmente una pista que no incluía en el álbum, que ahora se incluye en el álbum relanzado en el 2009.
- Datos: Q5253585